# Bad Blood (singel Bastille)
Bad Blood – utwór brytyjskiego indierockowego zespołu Bastille, który znalazł się na ich debiutanckim albumie studyjnym pt. Bad Blood. Utwór wydany został 19 sierpnia 2012 roku przez wytwórnię Virgin Records jako drugi singel z debiutanckiej płyty. Twórcą tekstu piosenki jest Dan Smith, który wraz z Markiem Crew zajął się jego produkcją. Do singla nakręcono także teledysk, a jego reżyserem był Olivier Groulx.

## Pozycje na listach przebojów
| Kraj              | Lista (2012-14)   | Pozycja |
| ----------------- | ----------------- | ------- |
| Belgia (Flandria) | Ultratop 50       | 55      |
| Stany Zjednoczone | Billboard Hot 100 | 95      |
| Stany Zjednoczone | Alternative Songs | 2       |
| Stany Zjednoczone | Hot Rock Songs    | 15      |
| Wielka Brytania   | Singles Top 100   | 90      |